# Spin (bal)
Het draaien van een bal wordt meestal spin genoemd. Bij het neerkomen van de bal kan dit zorgen voor "effect": de bal stuitert extra naar voren (topspin) of juist terug (backspin). 
Bij een vliegende bal kan er ook een effect meegegeven worden waardoor de bal een extra gekromde baan volgt. Dit wordt veroorzaakt door het magnuseffect.
Spin of effect speelt een grote rol bij alle balsporten, zoals tafeltennis, tennis, bowlen, volleybal, voetbal waarbij de spin de baan kan veranderen, en deze over de tegenstander heen gelobd kan worden, een andere weg neemt dan je zou verwachten, of dood neer kan vallen.
Ook bij biljart is de spin van de bal tijdens het rollen uitermate belangrijk en kunnen er zeer ingenieuze effecten mee bereikt worden.
Behalve bij ballen in sport speelt spin ook een belangrijke rol in de ballistiek: een vliegende kogel kan door snel te draaien en het gyroscopisch effect met de punt naar voren blijven wijzen. Zonder die spin zou hij al snel na het verlaten van de loop dwars op de bewegingsrichting gaan staan.